# Maculobates longus
Maculobates longus är en kvalsterart som beskrevs av Hammer 1967. Maculobates longus ingår i släktet Maculobates och familjen Liebstadiidae. Inga underarter finns listade i Catalogue of Life.